# Paul Donald MacLean

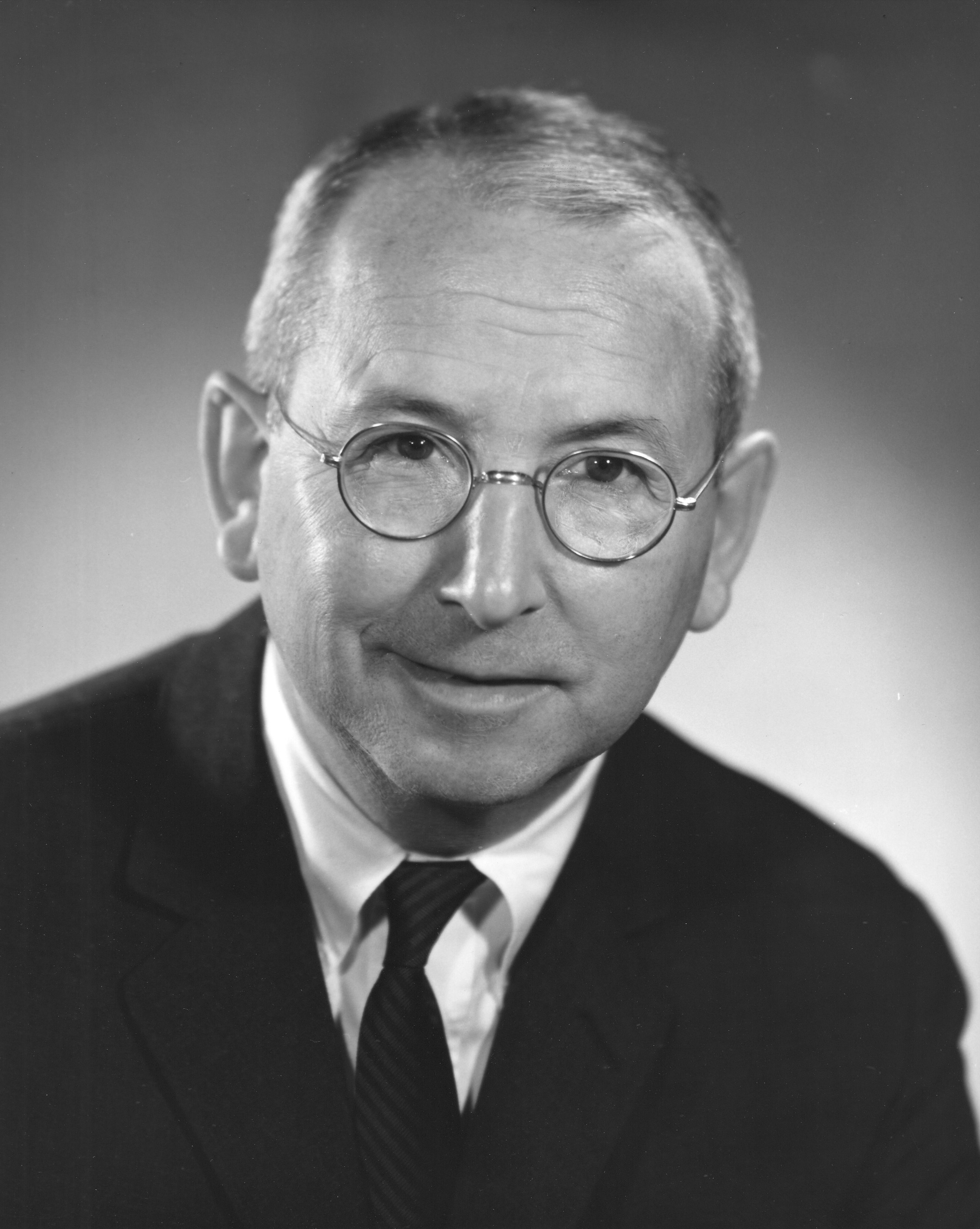
Paul D MacLean

Paul Donald MacLean (ur. 1 maja 1913 w Nowym Jorku, zm. 26 grudnia 2007 w Potomac) – amerykański lekarz i neurobiolog. Opracował słynną ewolucyjną teorię „trójjedynego mózgu”. Koncepcja ta zakłada istnienie trzech części mózgu: Mózg gadzi (reptilian brain), mózg ssaczy (mammalian brain) i kora mózgowa (neocortex).